# Sommerschafweide am Fleckenhau
Die Sommerschafweide am Fleckenhau ist ein vom Landratsamt Münsingen am 31. Mai 1955 durch Verordnung ausgewiesenes Landschaftsschutzgebiet auf dem Gebiet der Gemeinde Zwiefalten.

## Lage und Beschreibung
Das 3,4 Hektar große Landschaftsschutzgebiet liegt etwa 1,5 km westlich des Zwiefaltener Ortsteils Hochberg im Gewann Grastal. Es gehört zum Naturraum Mittlere Flächenalb.
Geologisch stehen Formationen der Oberen Massenkalke und der Zementmergel des Oberjuras an.
Das Landschaftsschutzgebiet ist infolge der Nutzungsaufgabe heute weitgehend durch Sukzession oder Aufforstung bewaldet.